# Cyperus denudatus
Cyperus denudatus är en halvgräsart som beskrevs av Carl von Linné d.y.. Cyperus denudatus ingår i släktet papyrusar, och familjen halvgräs. Inga underarter finns listade i Catalogue of Life.